# Louis-Charles de La Trémoille
Pour les autres membres de la famille, voir Maison de La Trémoille.
Louis-Charles de La Trémoille, duc de La Trémoille (1839), duc de Thouars, prince de Talmont, comte de Laval est un historien, archiviste, bibliophile et collectionneur français, né le 26 octobre 1838 à Paris où il est mort le 4 juillet 1911.

## Famille et descendance
Fils de Charles-Bretagne-Marie de La Trémoïlle (1764-1839) et de sa troisième épouse, Valentine-Eugénie-Joséphine Walsh de Serrant (1810-1887), il épousa le 2 juillet 1862, Marguerite-Églé-Jeanne-Caroline Duchâtel (Paris, 16 décembre 1840 - Serrant, 19 septembre 1913), fille du comte Duchâtel, ministre de Louis-Philippe, et d'Églé-Rosalie Paulée, qui fut liée à Adolphe Thiers et était à la tête d'une fortune considérable issue des spéculations faites par son père sur les biens nationaux.
Ils eurent pour enfants :
- Louis-Charles-Marie (1863-1921) ;
- Charlotte (Chantilly, 19 octobre 1864 - 20 août 1944), qui épouse Charles-Marie-François de La Rochefoucauld (1863-1907), duc d'Estrées, en 1892[2].

## Biographie
Le duc de La Trémoille étudia les archives de la maison de La Trémoïlle (chartiers de Thouars et de Serrant, fonds Duchâtel provenant de sa belle-famille par son épouse Marguerite), conservées au château de Serrant (Maine-et-Loire), qui abrite l'une des plus importantes bibliothèques particulières françaises. Émerveillé par la richesse des archives familiales, il consacra sa vie à les explorer et en donna l'accès à des chercheurs, notamment à Paul Marchegay (1812-1885) et l'historien thouarsais Hugues Imbert (1822-1882).
En 1899, il fut élu membre de l'Académie des inscriptions et belles-lettres.
Le 23 août 1886, il était avec son ami le marquis de Breteuil dans la voiture qui emmena le comte de Paris et les princes d'Orléans, frappés par la loi d'exil, du château d'Eu au Tréport pour s'embarquer vers l'Angleterre.
Dans son carnet du 24 décembre 1904, l'historien et académicien G. Lenotre évoque sa visite au couple dans leur hôtel parisien du 4, avenue Gabriel :
« L'hôtel moderne, assez simple à l'extérieur, est très vaste et superbe à l’intérieur. Dans un grand salon, splendides boiseries Régence provenant je crois d'un hôtel de Pomponne, attribuées à un Caffieri. Madame de la Trémoille, fille de Duchâtel, est forte, d'aspect commun, mais intelligente. M de La T. arrive, l'air d'un campagnard, prodigieusement sourd […] il a environ 67 ans et a eu une sœur morte au début de la Révolution […] il m'emmène dans son chartier et m'explique les pièces qu'il croit m'intéresser davantage : lettres de la duchesse de Berry, datées de Blaye ou d'ailleurs, mémoires de la princesse de Tarente, une lettre de Louis-Philippe racontant un accident de voiture près d'Eu, etc. Enfin il aborde la question Louis XVII - évoquant un dossier secret sur l'affaire du Temple, et souligne qu'il n'a pu publier certains passages des mémoires de Mme de Tarente du fait de la présence des Orléans. ».
Dans ses carnets le marquis de Breteuil note : « la chapelle (du château de Thouars) a pu être rachetée par Louis sous la présidence d'Adolphe Thiers, avec lequel Mme Duchâtel avait conservé de bonnes relations, et il y a édifié une sépulture de famille où il a réuni quelques ancêtres éparpillés ».
Il est gouverneur de l'ordre de Saint-Georges de Bourgogne de 1875 à 1897.

## Publications
- Les La Trémoïlle pendant cinq siècles, tome 1 : Guy VI et Georges (1343-1446), tome 2 : Louis I, Louis II, Jean et Jacques (1431-1525), tome 3 : Charles, François et Louis III (1485-1577), tome 4, tome 5 : Charles-Louis-Bretagne, Charles-Armand-René, Jean-Bretagne, Charles-Godefroy et Charles, Bretagne-Marie-Joseph de La Trémoïlle (1685-1839), Nantes, Émile Grimaud éditeur-imprimeur, 1890-1896.
- Archives d'un serviteur de Louis XI. Documents et lettres, 1451-1481. Publiés d'après les originaux par Louis de La Trémoïlle, Genève, Mégariotis reprints, 1978, fac-similé de l'édition de Nantes, Émile Grimaud, 1888, [lire en ligne].
- Correspondance de Charles VIII et de ses conseillers avec Louis II de La Tremoïlle pendant la Guerre de Bretagne (1488). Publiée d'après les originaux, 1875.
- Livre de comptes. 1395-1406, 1887.
- Inventaire de François de La Tremoïlle, (1542) et comptes d'Anne de Laval. Publiés d'après les originaux. Édité par Grimaud, 1887.